# Nemertes bilineatus
Nemertes bilineatus är en djurart som tillhör fylumet slemmaskar, och som beskrevs av sensu Örsted 1844. Nemertes bilineatus ingår i släktet Nemertes, fylumet slemmaskar och riket djur. Inga underarter finns listade i Catalogue of Life.